# Andrija Radović
Andrija Radović (cirílico serbio: Андрија Радовић) (Martinići, Danilovgrad, Montenegro, 28 de enero de 1872-1947) fue un político y estadista montenegrino y yugoslavo, exprimer ministro y líder del Partido Popular y luego Demócrata, luchador por la democracia parlamentaria y principal defensor de la unificación de Montenegro con Serbia.

## Juventud
Andrija Radović nació de padre serdar (conde) Jagoš en el pueblo de Martinići, Danilovgrad en el clan Bjelopavlići, en el aún no reconocido Principado de Montenegro el 28 de enero de 1872. Después de terminar la escuela primaria y secundaria en Cetiña, se fue a profesionalizar en el Reino de Italia estudió ingeniería en la Academia de Ingeniería de Artillería de 1890 a 1894 como Pionero de Nicolás. Al regresar, consiguió el puesto de Ingeniero Militar, ascendiendo posteriormente al cargo de Secretario del Consejo Militar y Mariscal de la Corte. A finales de siglo, el presidente del Consejo de Estado, Božo Petrović-Njegoš, lo nombró ingeniero estatal, director de Obras Públicas y jefe de departamento del Ministerio del Interior. Su matrimonio en 1902 con la hija del duque resultó ser una conexión decisiva para su carrera, ya que trabó íntima amistad con la dinastía y fue enviado con frecuencia como su representante en numerosas cortes europeas, debido a sus capacidades multilingüísticas. Trabajó activamente hasta que se reformó la estructura gubernamental general mediante la redacción de una Constitución para el principado montenegrino en 1905. Del 6 de diciembre de 1905 al 11 de noviembre de 1906 fue Ministro de Finanzas y Construcción en el gobierno reformista de Lazar Mijušković.

## Actividades democráticas
Andrija Radović se postuló para su capitanía en las elecciones parlamentarias del 27 de septiembre de 1906 y fue elegido miembro de la primera sesión de la Asamblea Nacional montenegrina que se formó en la capital, Cetiña el 31 de octubre de 1906. El 19 de enero de 1907 fue juramentado Primer Ministro del Principado de Montenegro y asumió el cargo de Ministro de Relaciones Exteriores y actuó como Representante de los Ministros de Guerra y de Finanzas. 1907 fue un año de gran agitación para Radović. Trabajó activamente en un intento de limitar la autocracia del Príncipe Nicolás y unió a todos los miembros de la Asamblea Nacional Serbia del Principado de Montenegro en el "Club de Representantes del Pueblo" (Клуб народних представника), que rápidamente se transformó bajo la influencia de la democracia parlamentaria vecina en Serbia en el Partido Popular (Народна странка/Narodna stranka), el primer y único partido político montenegrino. Andrija se convirtió en uno de sus dos líderes. El movimiento rápidamente se conoció como "Los Clubistas" (Клубаши).
Radović rápidamente llevó a la NS a oponerse al Monarca, exigiendo libertad, democracia y más derechos para el pueblo y que el Parlamento debería ser el poseedor supremo de la soberanía nacional, y no el soberano mismo. Disgustado también por el empeoramiento de las relaciones de Montenegro con el hermano aliado Reino de Serbia, Andrija Radović se opuso a Nicolás y promovió la ilustración nacional del pueblo montenegrino y la difusión de la cultura, la religión y la alfabetización serbia en Montenegro. Exigió que finalmente comenzara a implementarse la unión prometida durante mucho tiempo con Serbia y trabajó para cooperar con los serbios fuera de Montenegro, así como con otros eslavos del sur, en un intento de lograr la liberación y unificación nacional total. Debido a las acciones liberales, el príncipe Nicolás I Petrović-Njegoš despidió a Andrija el 4 de abril de 1907 y lo procesó a él y a su partido, expulsándolos de la vida política. El partido de Radović boicoteó las elecciones parlamentarias unilateralmente recién programadas para el 31 de octubre de 1907, cuando Nikola creó su propio Partido del Pueblo Verdadero, los llamados "derechistas", que apoyaron a su régimen y lograron ser elegidos con muy pocos votos porque eran los únicos candidatos. En la llamada Ruta de las Bombas de Cetiña de 1908, en la que las autoridades persiguieron masivamente a los clubistas por supuestas conspiraciones contra el príncipe Nikola, Radović fue condenado a 15 años de prisión como preso político, mientras que Marko Daković (sobrino de Nikola) fue condenado a muerte en ausencia
En 1913, el rey Nicolás sucumbió a la demanda popular y perdonó a Andrija y a otros. Esto permitió a Radović corregir su error y presentarse a las elecciones parlamentarias libres del 25 de octubre de 1913. El partido de Andrija derrotó decisivamente a los derechistas en las elecciones. Fue nombrado Consejero de Estado y desde el estallido de la Primera Guerra Mundial estuvo a cargo del suministro de alimentos y municiones de los aliados al ejército montenegrino. Ya a finales de 1914 tuvo especial éxito en conseguir grandes cantidades de munición y armas de la vecina Serbia. También ocupó una vez más el cargo de Ministro de Finanzas y Construcción, esta vez del 20 de diciembre de 1915 al 29 de abril de 1916, en el gobierno nacional, gobierno de unidad de Milo Matanović.

## Exilio y unificación
A principios de 1916, el Reino de Montenegro estaba siendo ocupado por las potencias centrales, por lo que Andrija huyó junto con Nicolás a la amigable libre Italia. El 12 de mayo de 1916 Nicolás le convenció para formar un Gobierno del Reino de Montenegro en el exilio, que se instaló en Burdeos, Francia. Desde el 16 de octubre estuvo destinado en Neuilly-sur-Seine, que los franceses entregaron a Nicolás como capital de Montenegro en el exilio. 1917 fue otro año de grandes actividades de Radović. Después de que el gobierno redactara cuidadosamente el Memorando de Unificación de Serbia y Montenegro, él, como Primer Ministro, se lo entregó al rey Nicolás. Las negociaciones previas sobre la formación de un reino confederado yugoslavo en el que Montenegro sería un principado autónomo encabezado por Nicolás han llevado a los más altos funcionarios montenegrinos en el exilio a trabajar en el asunto. Sin embargo, el Rey no lo firmó para hacerlo oficial, exigiendo que la forma y el proceso de unificación sólo se decidieran después del final de la Primera Guerra Mundial.
Como señal de protesta, Andrija renunció el 17 de enero de 1917 al puesto de primer ministro y el 4 de marzo de 1917 creó el "Comité montenegrino para la unificación nacional" en Ginebra con otros cuatro líderes montenegrinos, tres ministros y el juez superior. Esta Junta trabajó en la organización de los internados montenegrinos dentro de Austria-Hungría, el más notable de los cuales fue Sekula Drljević, y fundó Legiones de Voluntarios enviándolos a luchar en el Frente de los Balcanes. El Comité Montenegrino propuso como objetivos principales la liberación de Montenegro de la ocupación austrohúngara y la unificación de Montenegro y Serbia en un solo Estado, al que luego se unirían otros territorios yugoslavos. Andrija era el redactor jefe de la revista "Unificación" del Comité impresa desde el 17 de abril en Ginebra, que propagaba la idea de la unificación de Serbia y Montenegro con la liberación nacional contra la ocupación de las potencias centrales como parte integral de dicho movimiento. Por volver a oponerse a Nicolás una vez más, se le cortó la financiación y tuvo que buscar apoyo en el gobierno serbio en el exilio. La "Unificación" se publicó del 17 de agosto al 15 de noviembre de 1918 en París. El Comité Yugoslavo y el Gobierno Real Serbio firmaron la Declaración de Corfú el 20 de julio de 1917 que diseñaba el futuro Reino de los Serbios, Croatas y Eslovenos; la Junta montenegrina dirigida por Andrija Radović dio su consentimiento y adoptó las declaraciones de la resolución. Andrija Radović también publicó su tesis sobre las elecciones democráticas y explicó detalladamente el proceso de unificación en su obra "Unificación de Montenegro y Serbia", que resumió las líneas básicas del memorando del gobierno montenegrino. En octubre de 18, Andrija Radovic formó junto con tres destacados partidarios de la unión con Serbia un Comité Ejecutivo Central para la Unificación de Serbia y Montenegro, que actuaba desde Berane, recientemente liberada. El 25 de octubre de 1918, Andrija redactó las reglas para la elección de una Asamblea general y programó las elecciones.
Como diputado de la Lista Blanca del obispo metropolitano Gavrilo Dožić dentro de la "Gran Asamblea Nacional del Pueblo Serbio en Montenegro", elegida el 19 de noviembre de 1918, vio cumplida su labor el 26 de noviembre de 1918, cuando se proclamó la unificación del pueblo serbio y el rey Nicolás I Petrović destronado. Escribió un libro sobre la situación en Montenegro y sobre su futuro potencial dentro de Serbia, que fue utilizado como fuente informativa por las potencias aliadas. Los insurgentes verdes inducidos por Italia levantaron el Levantamiento de Navidad el 7 de enero de 1919; Radović apoyó y coordinó a la juventud montenegrina en la lucha contra los insurgentes y posteriormente en el aplastamiento de los resistentes guerrilleros restantes. 
Andrija Radović, elegido representante de Montenegro por la Gran Asamblea del Pueblo Serbio, participó junto a Nikola Pašić en la delegación para el Reino de los Serbios, Croatas y Eslovenos en la Conferencia de Paz de París de 1919-1920. Radović convenció a las grandes potencias victoriosas del terrible camino de Nicolás y las hizo romper todos los vínculos con el gobierno montenegrino en el exilio. Como experto en la cuestión montenegrina y ofreciendo una especie de opción final a la exigida autodeterminación del pueblo montenegrino que Nikola y sus hombres más cercanos defendían y preocupados por los sangrientos acontecimientos inducidos por Los Verdes, afirmó un acuerdo para esperar. para las elecciones generales de la Asamblea Constitucional. En caso de participación de la mayoría y victoria de las fuerzas unificadoras, el estatus creado tendrá que ser aceptado por todos. Propuso la anexión de Skadar y explicó su cuestión, lo que le provocó un gran conflicto con Nikola Pasić, que exigía el respeto de la integridad territorial internacional de Albania.
En el 18, la Asamblea de Podgorica, en su última sesión, nominó a Andrija como uno de los miembros montenegrinos de la Presidencia Colectiva del Reino. También fue elegido miembro del Comité Central Montenegrino para la Unificación, un órgano administrativo ejecutivo provisional de Montenegro en el proceso de unificación. Aunque estaba sentado en Podgorica, Radović logró trasladarlo a Cetiña exigiendo respeto por el legado histórico de Montenegro. 
En agosto de 1919, los Verdes decidieron atacar la propiedad de Radović en Martinići, furiosos por sus actos. Un destacamento de rebeldes verdes viajó cuatro días desde su escondite en el extranjero hasta la zona de Podgorica y el 6 de agosto de 1919 irrumpió en la casa de su familia. Secuestraron a la madre y a la hermana de Andrija y agredieron a su padre, quien se resistió con su arma personal y acabó rápidamente muerto en el tiroteo. Luego, los Verdes abandonaron el edificio y quemaron toda la casa de Radović con el cuerpo dentro y luego arrasaron el resto de la propiedad. La casa contenía todas las cosas preciosas de Andrija y los logros históricos de su familia. Nunca volvió a saber de su madre y de su único hermano. Andrija condenó el hecho y exigió que los perpetradores fueran castigados, pero eso nunca ocurrió. También pidió el cese de la violencia y la reconciliación de las dos corrientes políticas en conflicto en Montenegro.
Andrija Radović fundó junto con otros destacados intelectuales montenegrinos el Partido Demócrata en Montenegro, inspirado en las opiniones democráticas proreformistas sobre la construcción del DS por parte del Reino. En las elecciones a la Asamblea Constitucional del 28 de noviembre de 1920, fue elegido en Montenegro para el parlamento como candidato de DS. Las elecciones contaron con mediadores internacionales y con una participación de más del 67% en Montenegro y la victoria de las opciones políticas unionistas en Montenegro, se confirmaron los actos de unificación de Radović y se selló la cuestión, sufriendo el llamamiento al boicot de los Verdes una derrota decisiva. El DS de Radović logró imponerse continuamente a nivel local en las zonas del norte de la antigua Montenegro. 
Desde 1921 fue miembro de la Dirección de Monopolios. Reelegido en el parlamento en las elecciones parlamentarias del 11 de septiembre de 1927 en la lista de DS, fue elegido miembro del Banco Nacional de Yugoslavia. En 1928, nombrado vicegobernador del Banco Nacional con sede en Belgrado, abandonó completamente la política, parcialmente decepcionado por el mal funcionamiento de la democracia en el Reino de Yugoslavia.

## Muerte
Se mudó permanentemente a Belgrado y pasó el resto de su vida allí, incluida la ocupación del Eje en la Segunda Guerra Mundial (1941-1944). Llegó a la vejez y murió en 1947.

## Trabajos
- Unificación de Montenegro y Serbia, Geneva (1917)
- Le Montenegro, son passe et son avenir (Montenegro, its Past and Future), Paris (1918)
- Question de Scutari (The Question of Skadar), Paris (1919)